# Platycleis romana
Platycleis romana är en insektsart som beskrevs av Willy Adolf Theodor Ramme 1927. Platycleis romana ingår i släktet Platycleis och familjen vårtbitare. Inga underarter finns listade i Catalogue of Life.